# Bailee Madison
Bailee Madison Riley (Fort Lauderdale, Flórida, 15 de outubro de 1999), é uma atriz norte-americana. Ela foi aclamada pela primeira vez por seu papel como May Belle Aarons no filme de drama e fantasia Bridge to Terabithia (2007). Madison recebeu mais reconhecimento por seus papéis principais como Isabelle no filme de drama de guerra Brothers (2009), Sally Hurst no filme de terror Don't Be Afraid of the Dark (2010), Maggie na comédia romântica Just Go with It (2011), Harper Simmons no filme de comédia Parental Guidance (2012), Ida Clayton no filme para a família Cowgirls 'n Angels (2012), Clementine no filme de fantasia Northpole (2014), Kinsey no filme de terror The Strangers: Prey at Night (2018) e Avery no filme da Netflix, A Week Away (2021).
Na televisão, ela apareceu como Maxine Russo na sitcom de fantasia Wizards of Waverly Place (2011), a jovem Branca de Neve na série dramática de fantasia Once Upon a Time (2012–2016), Hillary Harrison na sitcom Trophy Wife (2013–2014), e Sophia Quinn na série dramática The Fosters (2014–2016). De 2015 a 2021, Madison estrelou como Grace Russell na série de comédia dramática Good Witch do Hallmark Channel. Em 2022, ela começou seu papel como Imogen Adams na série de suspense de terror Pretty Little Liars: Original Sin, um spinoff de Pretty Little Liars.

## Início da vida
Madison nasceu em Fort Lauderdale, Flórida, a caçula de sete filhos. Ela tem quatro irmãos e duas irmãs. Sua irmã mais velha, Kaitlin Riley, também é atriz. Sua mãe é Patricia Riley. Ela começou sua carreira quando tinha duas semanas, aparecendo em um comercial da Office Depot. Desde então, ela apareceu em vários comerciais nacionais para grandes empresas, incluindo Disney, SeaWorld e Cadillac. Ela também atua como porta-voz nacional da juventude para a instituição de caridade de câncer infantil Alex's Lemonade Stand Foundation.

## Carreira

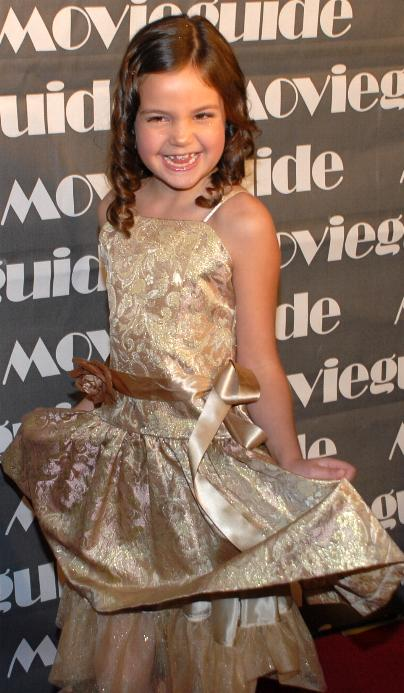
Madison na Gala dos Prêmios Faith and Values em 2008

### 2010

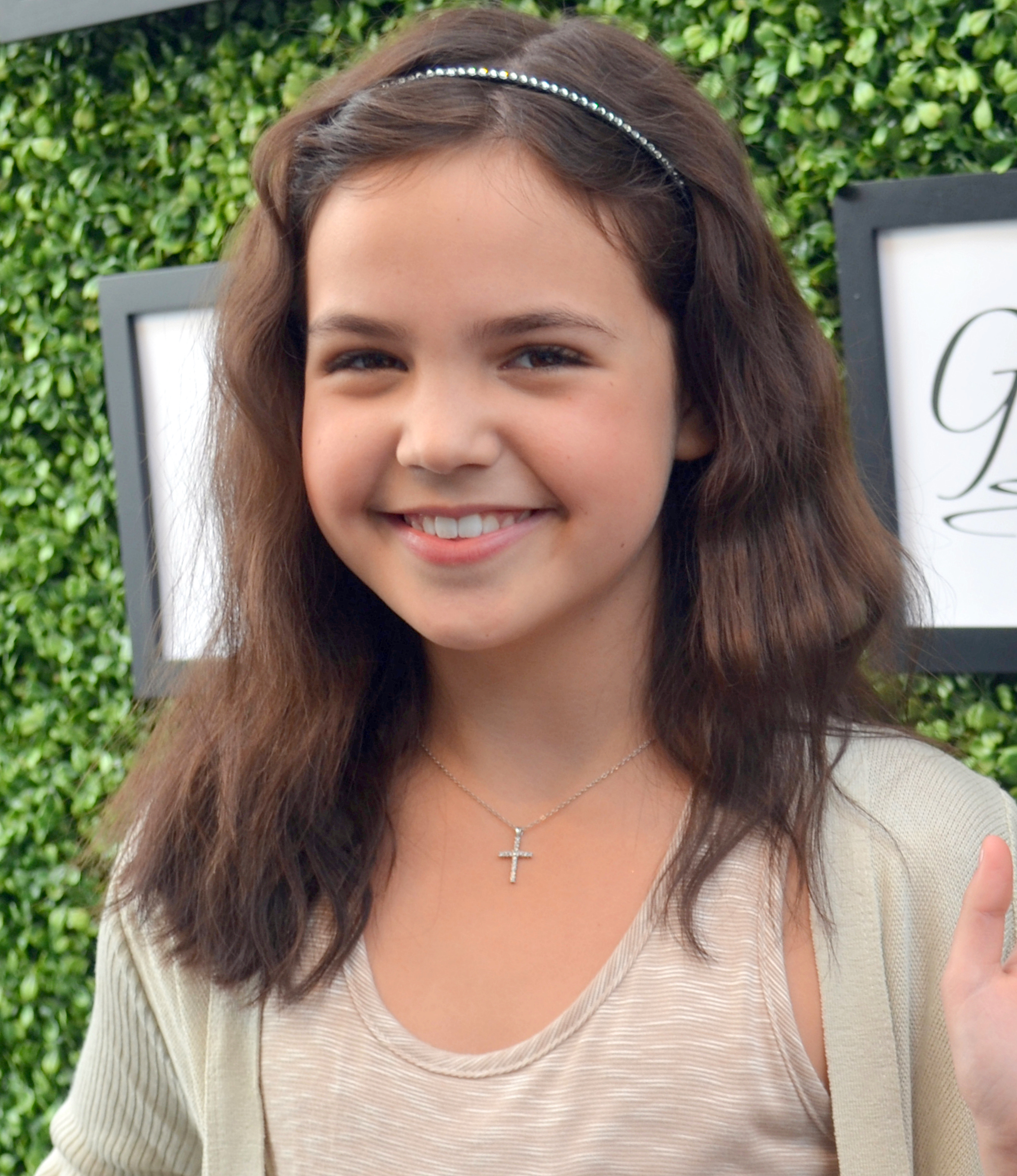
Madison no Golden Globes Gift Lounge em 14 de janeiro de 2012

Em 2010, Madison estrelou seu primeiro papel principal no filme de terror sobrenatural Don't Be Afraid of the Dark. Ela estrelou ao lado de Katie Holmes e Guy Pearce, interpretando o papel de Sally Hurst, uma criança solitária e retraída que é enviada para morar com seu pai e sua nova namorada. Roger Ebert, do Chicago Sun-Times, deu ao filme 3½ estrelas de 4, chamando-o de "um filme de casa mal-assombrada muito bom" e acrescentando que "extrai nossa frustração deliciosamente".
Em 2013, Madison começou a interpretar Hillary na sitcom de TV Trophy Wife, substituindo Gianna LePera que interpretou a personagem no piloto. Em 2014, ela começou a interpretar o papel recorrente de Sophia Quinn no drama da ABC Family, The Fosters. Em 2015, ela começou a interpretar Grace Russell, filha de Cassie Nightingale, na série Good Witch da Hallmark.[carece de fontes?] Madison continuou no papel até o final da quinta temporada em 2019.
Em 2017, foi anunciado que Madison iria estrelar uma adaptação do romance Someone Else's Summer de Rachel Bateman.
Em 2018, Madison interpretou o papel de Kinsey, uma criança rebelde no filme de terror The Strangers: Prey at Night. Ela estrelou ao lado de Christina Hendricks e Martin Henderson, como seus pais. Embora o filme tenha recebido uma resposta mista da crítica, o desempenho de Madison foi elogiado e teve relativo sucesso de bilheteria.

### 2020
Em 2021, Madison interpretou a protagonista feminina em um drama musical cristão adolescente, A Week Away, ao lado de Kevin Quinn. A Netflix lançou o filme em 26 de março. No ano seguinte, ela interpretou Imogen Adams na série de suspense e terror da HBO Max, Pretty Little Liars: Original Sin, um spin-off de Pretty Little Liars, com aclamação da crítica.

## Vida pessoal
Desde 2019, Madison mantém um relacionamento com Blake Richardson da banda New Hope Club.

## Outros empreendimentos
Madison atua como porta-voz nacional da juventude para a Alex's Lemonade Stand Foundation desde 2010, uma organização que incentiva as crianças a arrecadar fundos e divulgar o câncer pediátrico administrando suas próprias barracas de limonada. Em janeiro de 2018, o primeiro romance de Madison foi publicado, Losing Brave, a Young-Adult Mystery que foi co-escrito com Stefne Miller.[carece de fontes?] Desde novembro de 2018, ela co-apreseta o podcast Just Between Us com sua irmã Kaitlin Riley.

## Filmografia

### Filmes
| Ano  | Título                                       | Papel                    | Notas               |
| ---- | -------------------------------------------- | ------------------------ | ------------------- |
| 2006 | Lonely Hearts                                | Rainelle Downing         |                     |
| 2007 | Bridge to Terabithia                         | May Belle Aarons         |                     |
| 2007 | Look                                         | Megan                    |                     |
| 2007 | Saving Sarah Cain                            | Hannah Cottrell          |                     |
| 2007 | The Last Day of Summer                       | Maxine                   |                     |
| 2008 | Phoebe in Wonderland                         | Olivia Lichten           |                     |
| 2009 | Brothers                                     | Isabelle Cahill          |                     |
| 2010 | An Invisible Sign                            | Jovem Mona Gray          |                     |
| 2010 | Conviction                                   | Jovem Betty Anne Waters  |                     |
| 2010 | Letters to God                               | Samantha Perryfield      |                     |
| 2010 | Don't Be Afraid of the Dark                  | Sally Hurst              |                     |
| 2011 | Just Go With It                              | Maggie Murphy (Kiki Dee) |                     |
| 2011 | 25 Hill                                      | Kate Slater              | Cameo               |
| 2012 | Parental Guidance                            | Harper Simmons           |                     |
| 2012 | Monica                                       | Monica (voz)             | curta metragem      |
| 2012 | Cowgirls 'n Angels                           | Ida Clayton              |                     |
| 2013 | The Magic Bracelet                           | Ashley                   | Curta metragem      |
| 2013 | Watercolor Postcards                         | Cotton                   |                     |
| 2016 | Annabelle Hooper and the Ghosts of Nantucket | Annabelle Hooper         | Também produtora    |
| 2017 | A Cowgirl's Story                            | Dusty Rhodes             | Também produtora    |
| 2018 | The Strangers: Prey at Night                 | Kinsey                   |                     |
| 2019 | Love & Debt                                  | Melissa Warner           |                     |
| 2021 | A Cinderella Story: Starstruck               | Finley Tremaine          |                     |
| 2021 | A Week Away                                  | Avery                    | Também co-produtora |
| 2022 | Play Dead                                    | Chloe                    |                     |
| TBA  | The Pool                                     | Kate                     |                     |

### Televisão
| Ano             | Título                                  | Papel                       | Notas                            |
| --------------- | --------------------------------------- | --------------------------- | -------------------------------- |
| 2007            | CSI: NY                                 | Rose Duncan                 | Episódio: "Boo"                  |
| 2007            | House                                   | Lucy                        | Episódio: "Act Your Age"         |
| 2007            | Unfabulous                              | Jovem cantora Addie         | 2 episódios                      |
| 2007            | Cory in the House                       | Maya                        | 2 episódios                      |
| 2007            | Judy's Got a Gun                        | Brenna Lemen                | filme de televisão               |
| 2008            | Merry Christmas, Drake & Josh           | Mary Alice Johansson        | filme de televisão               |
| 2008            | Terminator: The Sarah Connor Chronicles | Garotinha                   | Episódio: "What He Beheld"       |
| 2010            | Law & Order: Special Victims Unit       | Mackenzie Burton            | Episódio: "Locum"                |
| 2010            | Hubworld                                | Ela mesma                   | 1 episódio                       |
| 2010–2012       | The Haunting Hour: The Series           | Lilly Carbo / Jenny / Becky | 4 episódios                      |
| 2011            | Wizards of Waverly Place                | Maxine Russo                | 6 episódios                      |
| 2011            | Chase                                   | Zoe                         | Episódio: "Father Figure"        |
| 2011            | Powers                                  | Calista                     | Piloto                           |
| 2012            | A Taste of Romance                      | Hannah Callahan             | filme de televisão               |
| 2012            | Smart Cookies                           | Daisy                       | filme de televisão               |
| 2012–2016       | Once Upon a Time                        | jovem Branca de Neve        | 4 episódios                      |
| 2013            | Half                                    | Riley Young                 | filme de televisão               |
| 2013            | Pete's Christmas                        | Katie                       | filme de televisão               |
| 2013            | Holliston                               | Bailee                      | Episódio: "Rock the Cradle"      |
| 2013–2014       | Trophy Wife                             | Hillary Harrison            | Papel principal; 21 episódios    |
| 2014–2016       | The Fosters                             | Sophia Quinn                | 11 episódios                     |
| 2014            | American Dad!                           | Desconhecido                | Episódio: "Roger Passes the Bar" |
| 2014            | Northpole                               | Clementine                  | filme de televisão               |
| 2015–2019; 2021 | Good Witch                              | Grace Russell               | Papel principal; 57 episódios    |
| 2015            | Northpole: Open for Christmas           | Clementine                  | filme de televisão               |
| 2015            | Mulaney                                 | Ruby                        | Episódio: "Ruby"                 |
| 2016            | Holiday Joy                             | Joy Hockstatter             | filme de televisão               |
| 2016            | The Night Before Halloween              | Megan                       | filme de televisão               |
| 2016            | Date with Love                          | Heidi Watts                 | filme de televisão               |
| 2022–2024       | Pretty Little Liars: Original Sin       | Imogen Adams                | Papel principal                  |
| 2023            | The Hardy Boys                          | Drew Darrow                 | Recorrente                       |

### Videoclipes
| Ano  | Título              | Artista        | Função                       | Notas           |
| ---- | ------------------- | -------------- | ---------------------------- | --------------- |
| 2014 | "Do Life Big"       | Jamie Grace    | Ela mesma                    | Cameo           |
| 2017 | "Love You So"       | Alex Lange     | namorada do Alex             |                 |
| 2019 | "Foolish"           | Meghan Trainor | Convidada da festa de Meghan |                 |
| 2019 | "All the Ways"      | Meghan Trainor | O interesse amoroso do urso  |                 |
| 2019 | "Love Again"        | New Hope Club  | namorada de Blake            |                 |
| 2020 | "Worse"             | New Hope Club  | namorada de Blake            | Também diretora |
| 2022 | "Call Me a Quitter" | New Hope Club  | namorada de Blake            |                 |

## Prêmios e indicações
| Ano  | Associação                   | Categoria                                                                             | Trabalho indicado           | Resultado | Ref.   |
| ---- | ---------------------------- | ------------------------------------------------------------------------------------- | --------------------------- | --------- | ------ |
| 2008 | Young Artist Awards          | Melhor Performance em um Longa-Metragem Atriz Jovem Dez anos ou Menos                 | Bridge to Terabithia        | Venceu    | [ 24 ] |
| 2008 | Young Artist Awards          | Melhor Performance em Longa-Metragem - Young Ensemble Cast                            | Bridge to Terabithia        | Venceu    | [ 24 ] |
| 2008 | Young Artist Awards          | Melhor Performance em Série de TV Estrelada por Atriz Jovem Convidada                 | House                       | Indicado  | [ 24 ] |
| 2008 | Young Artist Awards          | Melhor Performance em Filme para TV, Minissérie ou Especial - Atriz Jovem Coadjuvante | The Last Day of Summer      | Venceu    | [ 24 ] |
| 2008 | Movieguide Awards            | Atuação mais inspiradora na televisão                                                 | Saving Sarah Cain           | Venceu    | [ 25 ] |
| 2010 | Critics' Choice Movie Awards | Melhor Atriz Jovem                                                                    | Brothers                    | Indicado  | [ 26 ] |
| 2010 | Saturn Awards                | Melhor Performance de um Ator Jovem                                                   | Brothers                    | Indicado  | [ 27 ] |
| 2011 | Prêmios Jovens Artistas      | Melhor Performance em Longa-Metragem (Principal Jovem Atriz Dez e Menos)              | An Invisible Sign           | Indicado  | [ 28 ] |
| 2011 | Prêmios do Rock Juvenil      | Rockin' Child Performer (TV / Film)                                                   | Don't Be Afraid of the Dark | Indicado  | [ 29 ] |
| 2012 | Fangoria Chainsaw Awards     | Melhor atriz                                                                          | Don't Be Afraid of the Dark | Indicado  | [ 30 ] |
| 2012 | Prêmios Jovens Artistas      | Melhor Performance em Longa-Metragem - Atriz Jovem Coadjuvante                        | Just Go With It             | Indicado  | [ 31 ] |
| 2013 | Prêmios Jovens Artistas      | Melhor Performance em Longa-Metragem - Young Ensemble Cast                            | Parental Guidance           | Indicado  | [ 32 ] |

## Publicações
- Losing Brave (24 de janeiro de 2018) (co-escrito com Stefne Miller)[33]